# 特德里克 (密蘇里州)
特德里克（英語：Tedrick）是位於美國密蘇里州道格拉斯縣的鬼鎮。

## 歷史
特德里克的郵局於1898年設立，其後於1901年停運。

## 地理
特德里克所處的海拔為高於海平面325米（即1066英呎），而該地所採用的時區為UTC-6，即北美中部時區（CST）。同時該地設有夏令時間，為UTC-6調快一小時，即UTC-5（CDT）。